# Мульти-Россия
«Мульти-Россия» (второе официальное название «Мы живём в России») — цикл мультипликационных роликов о разных регионах, городах и народностях России. Является совместным некоммерческим проектом продюсерской компании «Аэроплан» и студии «Пилот». Работа над данным сериалом была начата в 2006 году; в общей сложности планировалось создание свыше 100 миниатюр, составляющих неформальную видео-энциклопедию России.
Хронометраж каждого фильма — 1 минута.

## Творческая команда
- Авторы сценария — Александр Татарский, Валентин Телегин, Георгий Васильев, Дарья Моргунова, Павел Шведов
- Режиссёры — Степан Бирюков, Алексей Почивалов, Сергей Меринов, Алексей Науменков
- Художники-постановщики и Художники по персонажам — Валентин Телегин, Серафим Чёрный, Ольга Рогова, София Горя, Юлия Сергеева, Игорь Хилов, Юлия Дащинская, Екатерина Дащинская, Мария Атрошенко, Евгения Кононенко, София Горя, Анна Яблокова, Галина Голубева, Надежда Паргачёва, Сергей Леоненко, Эдуард Беляев, Алексей Науменков
- Анимация — Степан Бирюков, Евгения Жиркова, Наталья Полетаева, Алексей Почивалов, Александра Левицкая, Екатерина Бойкова, Екатерина Пискарёва, Анна Юдина, Ксения Кондаурова, Дарья Ларионова, Наталья Соколова
- Композиторы — Лев Землинский, Вячеслав Одоховский, Елена Симонова, Вадим Буликов
- Звукорежиссёр — Лев Землинский, Ольга Платонова
- Авторы идеи — Александр Татарский, Георгий Васильев
- Голоса Медведя-краеведа — Дмитрий Назаров, Никита Высоцкий, Дмитрий Бужинский
- Исполнительный продюсер — Екатерина Громова
- Продюсеры — Георгий Васильев, Константин Тарасов, Евдокия Санько
- Бухгалтер — Наталья Подвальская
- Руководитель направления спецпроектов — Елена Осауленко
- Менеджер направления спецпроектов — Анна Ханина
- Директоры — Игорь Гелашвили, Борис Машковцев
- Художественный руководитель — Александр Татарский, Валентин Телегин

## Финансирование
Фильмы проекта «Мульти-Россия» производятся при финансовом участии Федерального агентства России по печати и массовым коммуникациям, которое обеспечивает первую часть для производства каждого фильма. Вторую часть необходимых для производства фильмов средств обеспечивают регионы — как государственные, так и коммерческие структуры, а в некоторых случаях инвесторами выступают даже частные лица.

## Композиционные и стилистические особенности
Каждый фильм посвящён одному российскому региону. Сведения, изложенные в фильме, касаются географии, экономики, истории, культуры регионов. Все фильмы объединены образом ведущего: это пластилиновый Медведь-краевед, чей образ был предложен Александром Татарским. Медведь в каждом фильме надевает несколько различных костюмов, представляющих различные народности или профессии, значимые для региона.

## История проекта
Производство фильмов из цикла «Мульти-Россия» началось в августе 2006 года.
На первом этапе было сделано 5 фильмов, в сезоне 2007—2008 года прибавилось ещё 20 серий, к лету 2009 года был запланирован выход новых 15 фильмов. Большая премьера в эфире общероссийского Первого канала состоялась в День народного единства, 4 ноября 2007. Впоследствии фильмы демонстрировались также телеканалами «Культура», «Бибигон», а также спутниковыми и региональными телеканалами.

## Состав цикла
В проекте «Мульти-Россия» кратко рассказывается о следующих российских регионах и городах:
1. Центральный федеральный округ
  - Белгород, Белгородская область
  - Владимир, Владимирская область
  - Иваново, Ивановская область
  - Кострома, Костромская область
  - Курск, Курская область
  - Москва
  - Московская область
  - Орëл, Орловская область
  - Рязань, Рязанская область
  - Смоленск, Смоленская область
  - Тамбов, Тамбовская область
  - Тверь, Тверская область
  - Ярославль, Ярославская область,
2. Северо-западный федеральный округ
  - Архангельск, Архангельская область
  - Великий Новгород, Новгородская область
  - Вологда, Вологодская область
  - Калининград, Калининградская область
  - Мурманск, Мурманская область
  - Петрозаводск, Республика Карелия
  - Псков, Псковская область
  - Республика Коми
  - Санкт-Петербург
3. Южный федеральный округ
  - Астрахань, Астраханская область
  - Волгоград, Волгоградская область
  - Краснодарский край
  - Ростов-на-Дону, Ростовская область
  - Республика Калмыкия
4. Северо-Кавказский федеральный округ
  - Владикавказ, Северная Осетия
  - Дербент
  - Карачаево-Черкессия
  - Махачкала, Республика Дагестан
  - Ставрополь, Ставропольский край
5. Приволжский федеральный округ
  - Йошкар-Ола, Марий Эл
  - Кировская область
  - Нижний Новгород, Нижегородская область
  - Пенза, Пензенская область
  - Саратов, Саратовская область
  - Самара
  - Оренбург
  - Пермь, Пермский край
  - Уфа, Республика Башкортостан
  - Казань, Республика Татарстан
  - Чебоксары, Республика Чувашия
  - Ижевск, Республика Удмуртия
  - Ульяновск
6. Уральский федеральный округ
  - Екатеринбург, Свердловская область
  - Магнитогорск
  - Ханты-Мансийский автономный округ-Югра
  - Ямал
7. Сибирский федеральный округ
  - Алтайский край
  - Иркутская область
  - Красноярский край
  - Новосибирск, Новосибирская область
  - Омск, Омская область
  - Республика Тыва
  - Томск, Томская область
  - Хакасия
8. Дальневосточный федеральный округ
  - Улан-Удэ, Республика Бурятия
  - Камчатский край
  - Приморье
  - Якутия
  - Сахалинская область
  - Анадырь, Чукотский автономный округ
  - Хабаровск, Хабаровский край

- В 2024 году стартовал спин-офф «Мульти-Россия. путешествия на поезде». в состав вошло 6 серий:

1. «Золотое кольцо»
2. «В Карелию»
3. «Поезд Деда Мороза»
4. «Зимние Экскурсии»
5. «Жемчужина Кавказа»
6. «Байкал»

## Награды
- 2007 — XIV МКФ «Крок» в категории «Прикладная и заказная анимация» Диплом «За ироничный патриотизм» фильму «Мульти-Россия».[3]
- 2009 — Гран-при Первого международного конкурса проектов по продвижению территорий «Золотой кулик».[4]